# Mahabodhi Chinese Temple
Mahabodhi Chinese Temple is een Chinese boeddhistische tempel in het Indiase Bodhgaya, de plaats waar Gautama Boeddha de verlichting bereikte. De tempel werd gebouwd door Chinese bhikkhu en met steun van de Chinese staat. In de tempel kan men oude Chinese boeddhistische geschriften vinden. De tempel is in Chinese stijl gebouwd en staat open voor iedereen. In de tempel staat een Boeddhabeeld uit China van ongeveer tweehonderd jaar oud. In de tempel zijn ook gouden boeddhabeelden te zien. De tempel werd in 1997 gerestaureerd. Bezoekers kunnen dagelijks van zeven uur 's ochtends tot vijf uur 's middags de tempel bezichtigen. Tijdens lunchtijd is de tempel gesloten